# Estoublaisse
Die Estoublaisse ist ein Fluss in Frankreich, der im Département Alpes-de-Haute-Provence in der Region Provence-Alpes-Côte d’Azur verläuft. Sie entspringt im Regionalen Naturpark Verdon, im nördlichen Gemeindegebiet von La Palud-sur-Verdon, am Südwesthang des Berges Le Chiran (1905 m), entwässert generell Richtung Nordwest und mündet nach rund 22 Kilometern im Gemeindegebiet von Estoublon als linker Nebenfluss in die Asse. Im Unterlauf fließt sie durch die imposante Schlucht Gorges de Trévans.

## Orte am Fluss
(Reihenfolge in Fließrichtung)
- Majastres
- Trévans, Gemeinde Estoublon
- Estoublon